# Willen
Willen – wieś w Anglii, w hrabstwie ceremonialnym Buckinghamshire, w dystrykcie (unitary authority) Milton Keynes. Leży 74 km na północny zachód od centrum Londynu.